# Carliola carinata
Carliola carinata är en insektsart som först beskrevs av Boris Petrovich Uvarov 1929.  Carliola carinata ingår i släktet Carliola och familjen gräshoppor. Inga underarter finns listade i Catalogue of Life.